# 수릉 (신정왕후)
수릉(壽陵)은 고려의 제1대 왕 태조의 제4비인 신정왕후 황보씨의 능이다. 현재 위치는 알 수 없다.